# Dorothee Schraube-Löffler
Dorothee Schraube-Löffler (* 26. März 1931 in Oberlenningen) ist eine deutsche Bildende Künstlerin und Textilkünstlerin.

## Leben und Werk
Dorothee Löfflers Vater war Ingenieur in einer Papierfabrik, die Mutter Hausfrau und gelernte Schneiderin. Sie besuchte die Grundschule in Oberlenningen und danach das Gymnasium in Kirchheim/Teck. 1950 machte sie das Abitur, sie malte und zeichnete nebenher.
Löffler kam über Bekannte in Kontakt mit Willi Baumeister, der ihr empfahl, sich in der Staatlichen Akademie der Bildenden Künste Stuttgart in der Klasse für Textildesign zu immatrikulieren. Daraufhin studierte sie von 1951 bis 1956 Malerei bei Willi Baumeister und Textildesign bei Harmi Ruland und Erich Fuchs. 1953 hielt sie sich mit einem Stipendium an der Ecole Nationale Supérieure des beaux-arts in Paris auf. 1956 heiratete sie den Architekten Max Schraube, danach kamen ihre vier Kinder zur Welt. Von 1956 bis 1961 war sie als Textilkünstlerin für verschiedene Unternehmen tätig, vor allem in Fulda und Reutlingen.
Mit ihrem Mann zog Löffler ab 1960 nach Ravensburg, beteiligte sich an Wettbewerben und erhielt Aufträge von Kapellen der Universitätskliniken in Regensburg und Amberg. Sie stellte mit ihrem Webstuhl Wandteppiche, Paramente und textile Objekte für Kirchen, Schulen und Krankenhäuser her.
1986 gestaltete sie den Altarraum der Behinderteneinrichtung Pfingstweide bei Tettnang. Seit 1990 ist sie dort als Kunsttherapeutin tätig. Vom Ende der 80er Jahre an arbeitet sie bei ihren textilen Bildwerken und bei ihrer Objektkunst mit dem Material Gold, mit dem sie einzelne Fäden und ganze Flächen überzieht. In ihren Arbeiten der vergangenen Jahre konzentrierte sie sich auf die quadratische Form, sie verband dabei textile Elemente mit organischen Fundstücken, die Strukturen aus verschiedenen Materialien aufweisen.
Schraube-Löffler wohnt in Baienfurt, sie organisiert seit 2018 Ausstellungen im Rathaus Baienfurt.

## Projekte und Gestaltungen (Auswahl)
- 1955: Theatervorhang, Gustav-Siegle-Haus, Stuttgart
- 1957: Altarraumgestaltung, Gedächtniskirche, Stuttgart
- 1958: Paramente, Waldkirche, Stuttgart
- 1963: Altarraumgestaltung, Johanneskirche, Ravensburg
- 1964: Paramente, Georgskapelle in Esslingen
- 1968: Paramente, Paul-Gerhardt-Kirche in Plochingen-Stumpenhof
- 1972: Paramente, St.-Gallus-Kirche in Kirchzarten
- 1978: Projekt, Krankenhauskapelle in Friedrichshafen
- 1981: Wandgestaltung, Offizierskasino in Crailsheim (2. Preis)
- 1982: Konzeption der Altarraumgestaltung (mit Rudolf Lempp), Pauluskirche in Berlin-Lichterfelde
- 1983: Altarraumgestaltung, Kapelle Heim Pfingstweid, Tettnang
- 1985: Gesamtgestaltung, Kapelle Herzogsägmühle bei Schongau
- 1986: Projekt Wandgestaltung, Bundeswehrkrankenhaus, Ulm
- 1991–1993: Gesamt-Gestaltung, Krankenhauskapelle, Universität Regensburg (1. Preis, Ausführung)
- 1994: Altarraumgestaltung, Stadtkirche St. Veit, Waldenbuch
- 1995: Altarraumgestaltung, Annakirche, Beilstein
- 1998: Projekt Raumgestaltung, Krankenhauskapelle, Universität Amsberg
- 2005: Gestaltung des Andachtsraumes, Altersheim Gustav-Werner-Stift, Ravensburg

## Ausstellungen (Auswahl)
- 1988: Galerie Schloss Ringenberg, Dirk Baegert-Stiftung, Hammwinkeln-Ringenberg
- 1989: Ornamenta, Pforzheim
- 1990: Galerie Tagungsstätte, Löwenstein
- 1992: Galerie im Gartenhaus, Ravensburg (mit Christoph Schraube und Ulrike Schraube-Vogt)
- 1994: Galerie Volksbank, Weingarten
- 1996: Galerie Kreissparkasse, Ravensburg
- 1997: Galerie Schloß Naudersberg, Nauders
- 1998: Galerie im Gemeindehaus, Backnang
- 1999: Galerie Gros, Langenargen
- 2000: Kunsthaus Knapstein, Sundern
- 2012: "Abstraktion begegnet Figuration", Foyer Graf-Zeppelin-Haus, Friedrichshafen (mit Johannes Braig)
- 2013: "Kontemplation", Galerie Marc Decoene, Erolzheim
- 2013: "Wechselwirkung", Kleine Galerie, Bad Waldsee (mit Daniel Ballweg)
- 2014: "Lichtspiele", Malerei und Collagen, Rathaus Baienfurt
- 2015: "Form & Spiel", Galerie Sundern (mit Johannes Braig)[8]
- 2016/2017: "Form: Findung", Showroom Ravensburg
- 2017/2018: Lichthof Krystallpalast Varieté, Leipzig
- 2018: "Vierstimmig: fadenschein – textile Kunst", Lände, Kressbronn
- 2019: "Bild – Form – Bild", Foyer Graf-Zeppelin-Haus, Friedrichshafen
- 2020: Atelierhaus Leipzig (mit André von Martens)
- 2022: "Im Dialog", Stadthaus Pirna[9]